# Patriciat urbà
Patriciat urbà o oligarquia urbana són denominacions historiogràfiques per al grup social que es va constituir com a classe dominant a les ciutats medievals d'Europa Occidental, especialment a partir de la baixa edat mitjana, quan l'establiment de les rutes del comerç a llarga distància i les fires va enriquir als mercaders i l'auge de la producció artesanal va elevar la condició social dels mestres de certs gremis. En segon lloc, l'ascens social de la burgesia es va sumar una transformació de la societat estamental: la ruralització de la noblesa, pròpia de l'Antiguitat Tardana i l'Alta Edat Mitjana, va donar pas a una nova atracció que per a moltes famílies nobles (especialment de la baixa noblesa) exercia la política municipal, als càrrecs públics aspiraven.
Finalment, la possibilitat d'ennobliment dels alts burgesos (especialment a partir de la consciència que prenen les monarquies feudals que per enfortir-se a si mateixes, el suport social d'aquest grup els és enormement útil), va possibilitar en alguns casos una veritable barreja de llinatges antics i nous, i en tot cas, va obligar a la redefinició del sistema polític per tenir en compte la veu i el vot de les ciutats en les naixents institucions parlamentàries (Corts en els regnes cristians de la Península Ibèrica, Estats Generals a França, Parlament a Anglaterra), que proporcionaven al patriciat urbà el mecanisme idoni d'expressió dels seus interessos amb un estatus paral·lel, encara que no igual, al dels braços eclesiàstic i alt nobiliari. Un altre mecanisme d'ascens social va ser cosa que permetia la Universitat medieval a través de les professions liberals, el clergat i la naixent burocràcia (els lletrats i el que en l'Antic Règim es denominarà «noblesse de robe»). En altres casos (com a Itàlia i Alemanya), no va ser l'evolució cap a l'estat nacional, sinó l'èxit de l'atomització política en ciutats estat (que també era un resultat del fracàs mutu del Papa i Emperador en la seva competència per convertir-se en poders universals) cosa que va permetre l'enaltiment de famílies com els Mèdici a Florència i les que van formar l'aristocràcia de la Sereníssima República de Venècia i de les ciutats hanseàtiques.
En qualsevol dels casos, la supervivència de la ciutat depenia la seva constitució com un veritable senyoriu col·lectiu sobre el camp circumdant («alfoz» o «comunidad de villa i terra» a Castella, «contados» a Itàlia).
La relació que tant el grup social del patriciat urbà, com la mateixa ciutat, va tenir amb el desenvolupament i crisi de la manera de producció feudal i la seva transició al capitalisme és un assumpte clau i polèmic per a la història medieval i moderna.